# Michał Witkowski
Michał Witkowski (Wrocław, 17 de janeiro de 1975) é um escritor e jornalista polaco. Trabalha na revista polaca Ha!art.

## Vida
Licenciou-se em filologia polaca na Universidade de Wrocław onde também lecionou a estudantes de jornalismo. A sua obra literária está traduzida para inglês, alemão, finlandês, francês, espanhol, sueco, hebraico, húngaro, esloveno, croata e ucraniano.

## Obra
Foi nomeado para o prémio Paszport Polityki (o prémio duma revista polaca) no ano 2005 na categoria de literatura e duas vezes foi nomeado para o prémio Nike (o prémio literário mais prestigioso na Polónia) pelo livro Lubiewo (2006) e Fototapeta (2007). Além disso graças a Lubiewo foi galardoado com o Prémio Literário Gdynia 2006.
Lubiewo, o seu livro mais premiado e controverso, foi escrita numa linguagem forte. O que se destaca nesta obra é a ironia mordaz e o estilo original onde abundam os neologismos, alusões intertextuais (por exemplo alude às obras de Witold Gombrowicz, Pierre Choderlos de Laclos, Adam Mickiewicz). Lubiewo é um conjunto das histórias escandalosas dos tempos da República Popular da Polónia descrevendo o mundo dos homens que vão aos parques vestidos de  mulher para enganar e seduzir os homens heterossexuais bêbados. O escritor utiliza o vocabulário muito variado para descrever as pessoas com certas preferências sexuais e que se identificam com determinados papéis sociais.

### Adaptações teatrais
O livro Lubiewo foi adaptado a peça teatral por Piotr Sieklucki do Teatro Novo de Cracóvia. Ele mesmo escreveu o guião com Piotr Gruszczyński para o Teatro Rozmaitości de Varsóvia. A adaptação deste livro foi também representada no Teatro Municipal de Gotemburgo (Göteborgs Stadsteater). O Teatro Provisorium de Lublin fez uma representação de Margot com o guião escrito por Witold Mazurkiewicz. Witkowski protagonizou um monólogo teatral intitulado ‘Barbara Radziwiłłówna’ que era uma adaptação teatral.

## Vida privada
Witkowski manifesta uma atitude ambivalente em relação à sua orientação sexual – embora admita ser homossexual não usa o termo gay porque o considera um produto da cultura popular que cria uma imagem estereotípica dos homens homossexuais.

## Obras
- Zgorszeni wstają od stołów
- Copyright
- Praca zbiorowa Tekstylia. O rocznikach siedemdziesiątych (obra coletiva)
- Lubiewo
- Praca zbiorowa Trafieni. Siedem opowiadań o AIDS. (obra coletiva)
- Fototapeta
- Barbara Radziwiłłówna z Jaworzna-Szczakowej
- Margot
- Drwal